# Перша рукавичка
«Перша рукавичка» — радянський чорно-білий комедійний художній фільм 1946 року режисера Андрія Фролова. У 1947 році фільм лідирував в прокаті, займаючи 3-е місце. Того року його подивилися 18 570 000 глядачів

## Сюжет
Тренер з боксу товариства «Метеор» Іван Васильович Привалов (Володимир Володін) в парку, у силоміри, зустрічає «свою мрію» — відставного військового Микиту Крутікова (Іван Переверзєв) з чудовими даними, і хоче виховати з нього чемпіона. Про все це він розповідає своїм друзям — служителю стадіону Савельїчу і масажисту Лубяго. На питання, чому він не привів Микиту, Іван Васильович відповідає, що це б зробив «саме Шишкін, за ручку», тренер з боксу товариства «Мотор», а він, Привалов, Микиту запросив і той сам прийде. Після чого додає, що «в цей самий момент, можливо, Микита заходить на стадіон».
Дійсно, Микита Крутіков під час цієї розмови входить на стадіон, де, випадково заговоривши з тренером Шишкіним, вступає в товариство «Мотор», оскільки Шишкін запевнив його, що «багато хто плутає», і Микиті потрібно товариство «Мотор», а не «Метеор». Безуспішно чекали новачка Привалов, Лубяго і Савельїч. Пізно ввечері до них заходить Шишкін і з задоволенням каже, що у нього з'явився чудовий новачок.
Незабаром Микита знайомиться з милою дівчиною Ніною Грековою (Надія Чередниченко), спортсменкою з художньої гімнастики товариства «Метеор». На питання, якого він товариства, відповідає, що одного з нею. Ніна каже, що не пам'ятає його. Микита показує членську книжку. Тут все з'ясовується і Микита біжить в суспільство «Метеор», до Привалова.
Привалов починає тренувати Микиту, і той виграє бій за боєм. Справа наближається до розв'язки — фінального поєдинку з чемпіоном Москви Юрієм Роговим, якого тренує принциповий противник Привалова тренер Шишкін. Однак далеко не все гладко на шляху Микити до звання чемпіона. Привалов позначає три «критичних моменти»: дівчину Ніну, за якою Микита серйозно доглядає і, в разі успіху, кине бокс, потім, появу в Москві директора сибірського радгоспу, звідки родом Крутіков, і свою дружину, яка домагається, щоб її чоловік залишив тренерство і переселився разом з нею «на природу», до «пташок та кіз».
Безпосередньо перед поєдинком Микити з Роговим відбувається колізія з «першим критичним моментом»: Микита просить Ніну вийти за нього заміж, але та, давши слово Привалову, відмовляє йому, і погоджується на весілля тільки після поєдинку. Тут в дію вступає «другий критичний момент» — директор радгоспу, і засмучений відмовою Микита вирішує повернутися додому. Директор дає йому свій квиток. Лубяго, що почув недобре, намагається перешкодити від'їзду, але безуспішно, і Микита сідає на потяг «Москва-Владивосток». Привалов, дізнавшись про це від Лубяго, прилюдно непритомніє, і його приносять додому, де в дію вступає «третій критичний момент» — дружина.
Доїхавши майже до самого місця призначення, Микита, що переживав весь час шляху, приймає рішення повернутися і пересідає на зустрічний поїзд, що йде в Москву. Прибувши практично до самого початку матчу, Микита бажає вступити в поєдинок, але Привалов опирається цьому — «два тижні без тренування!», Проте потім дає дозвіл, і Микита, майже нокаутувавши противника, все ж програє зустріч. І тільки після цього в ньому «прокидається справжній спортсмен…».

## У ролях
- Іван Переверзєв — Микита Крутіков
- Володимир Володін — Іван Васильович Привалов, тренер з боксу товариства «Метеор»
- Сергій Блинников — Порфирій Михайлович Кошелєв, директор звірорадгоспу
- Надія Чередніченко — Ніна Грекова
- Марія Яроцька — тітка
- Анастасія Зуєва — Привалова
- Еммануїл Геллер — фотокореспондент
- Володимир Грибков — Шишкін, тренер з боксу товариства «Мотор»
- Павло Оленєв — Савельїч
- Афанасій Бєлов — Афанасій Лубяго, масажист
- Анатолій Степанов — Юрій Рогов, чемпіон Москви з боксу
- Тетяна Говоркова — мати Юрія Рогова
- Аркадій Цинман — коментатор
- Євген Калузький — уболівальник (немає в титрах)
- Петро Савін — глядач
- Федір Курихін — провідник в поїзді
- Олександра Денисова — мати Ніни

## Знімальна група
- Режисер:  Андрій Фролов
- Сценарист: Олександр Філімонов
- Оператор: Федір Фірсов
- Композитор: Василь Соловйов-Сєдой
- Художники: Семен Мандель, Володимир Камський, Іван Степанов
- Монтаж: Є. Каменська
- Директор: В. Гутін